# Pia Strietmann

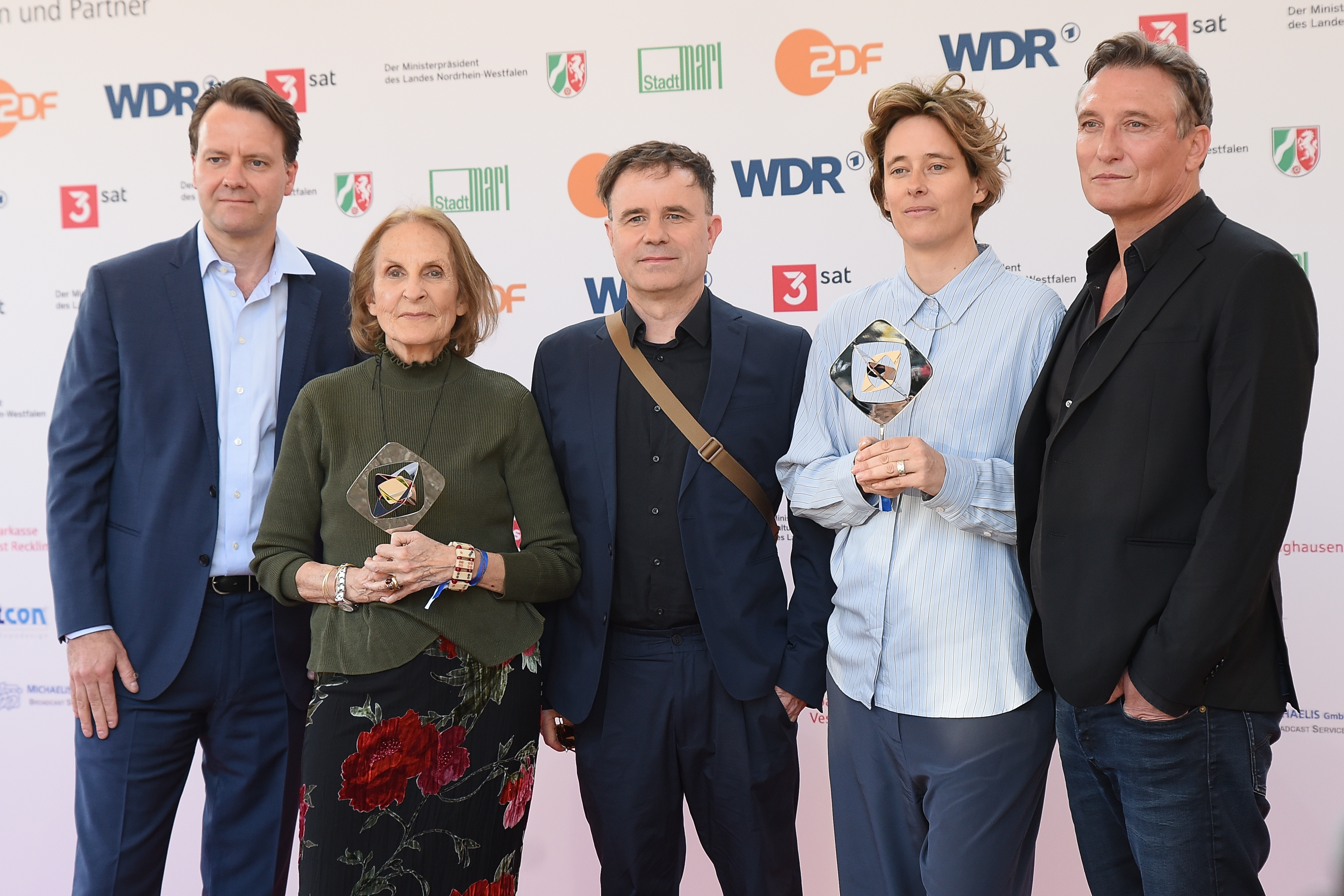
Pia Strietmann (2. v. re.) bei der Verleihung des Grimme-Preises 2025

Pia Strietmann (* 19. April 1978 in Münster) ist eine deutsche Filmregisseurin und Drehbuchautorin.
Pia Strietmann war zunächst als Regie- und Kameraassistentin tätig. Ab 2001 absolvierte sie ein Regie-Studium an der Hochschule für Fernsehen und Film München, das sie 2008 abschloss. Für ihr Debüt-Langfilm Tage, die bleiben wurde sie 2011 auf dem Internationalen Filmfest Emden-Norderney mit dem NDR Filmpreis für den Nachwuchs ausgezeichnet.

## Filmografie (Auswahl)
- 2008: Aus dem Tritt (Kurzfilm, + Drehbuch)
- 2011: Tage, die bleiben (+ Drehbuch)
- 2015: Sturköpfe
- 2016: Mein Sohn, der Klugscheißer (+ Drehbuch)
- 2017: Blaumacher (Fernsehserie, 3 Folgen)
- 2018: Endlich Witwer
- 2018: Falk (Fernsehserie, 2 Folgen)
- 2019: Spreewaldkrimi: Zeit der Wölfe
- 2020: Tatort: Unklare Lage
- 2020: Tatort: In der Familie, Teil 2
- 2024: Herrhausen – Der Herr des Geldes (Miniserie)